# 홍계남 장군 고루비
홍계남 장군 고루비(洪季男 將軍 古壘碑)는 대한민국 경기도 안성시 미양면 구수리에 있는, 임진왜란 때 크게 활약한 의병장 홍계남 장군을 기리기 위해 세운 비석이다. 1977년 10월 13일 경기도의 유형문화재 제71호로 지정되었다.

## 개요
임진왜란 때 크게 활약한 의병장 홍계남 장군을 기리기 위해 세운 비로, 그의 옛 싸움터인 목촌(木村)의 야산 중턱에 자리하고 있다.
홍계남은 어려서부터 천성이 근엄하고 용감하였으며, 임진왜란이 일어났을 때에는 이일과 함께 신립장군의 밑에서 활동하기도 하였다. 충주 탄금대에서 혈전을 벌이다 패하고, 고향인 안성으로 돌아와 부친과 더불어 네 형과 함께 의병을 모았다. 의병장이 되어서는 목촌, 죽산, 양지, 용인 등지에서 유격전을 벌이며 적의 기세를 꺾었다. 조정에서는 그의 공로를 인정하여 수원판관 겸 기호양도조방장을 맡기었다. 그 후 영천군수 겸 경상도조방장이 되어서는 안감현에 들어온 왜적을 추격하여 포로 5천여명을 구하기도 하였다. 34세의 나이로 생을 마치니 그의 충절을 기려 마을에 정문(旌門)을 세우고, 판돈녕부사에 추증하였다. 또한『삼강행실도』에 그의 충효에 대해 기록하여 후세에 전하도록 하였다.
비는 넓다란 사각받침돌 위에 비몸을 세우고 지붕돌을 얹었다. 조선 영조 21년(1745) 그의 고향인 안성주민들이 세운 것으로, 의정부좌참찬 이재가 비문을 짓고 글씨는 민우수가 썼다. 비 앞면에 새겨진 비의 명칭은 유척기의 글씨이다.

## 참고 문헌
- 홍계남장군고루비 - 국가유산청 국가유산포털